# Connell Canyon
Connell Canyon ist eine mit Eis gefüllte Schlucht in den Enterprise Hills in der Westantarktis. Sie erstreckt sich von Linder Peak aus zuerst in Richtung Nordost und dann in Richtung Norden hin zum Union-Gletscher.
Connell Canyon wurde von United States Geological Survey im Rahmen der Erfassung der Enterprise Hills in den Jahren 1961–66 durch Vermessungen vor Ort und Luftaufnahmen der United States Navy kartografiert. Benannt wurde die Schlucht 1966 vom Advisory Committee on Antarctic Names nach Lieutenant Davis B. Connell, einem US-Marine-Versorgungsoffizier auf der McMurdo-Station während der Operation Deep Freeze in den Jahren 1965 und 1966.